# Kirantis

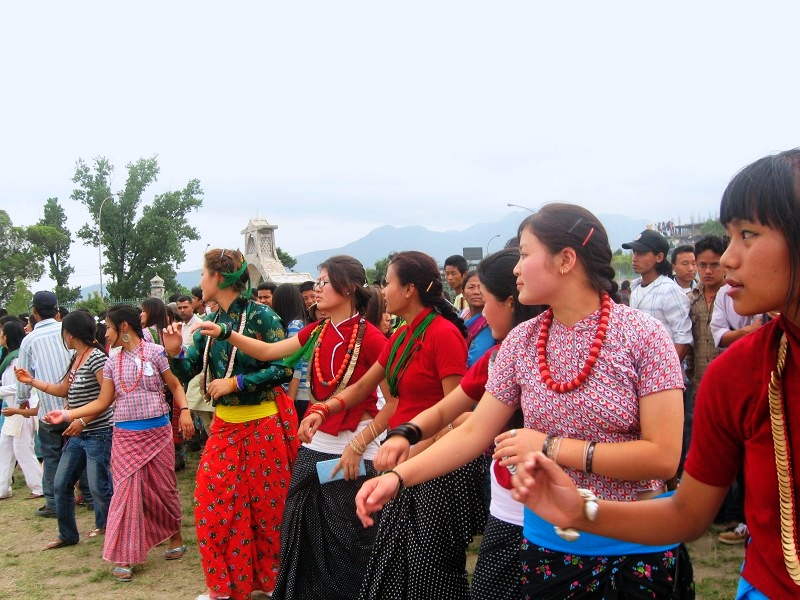
Célébration de Sakela à Katmandou

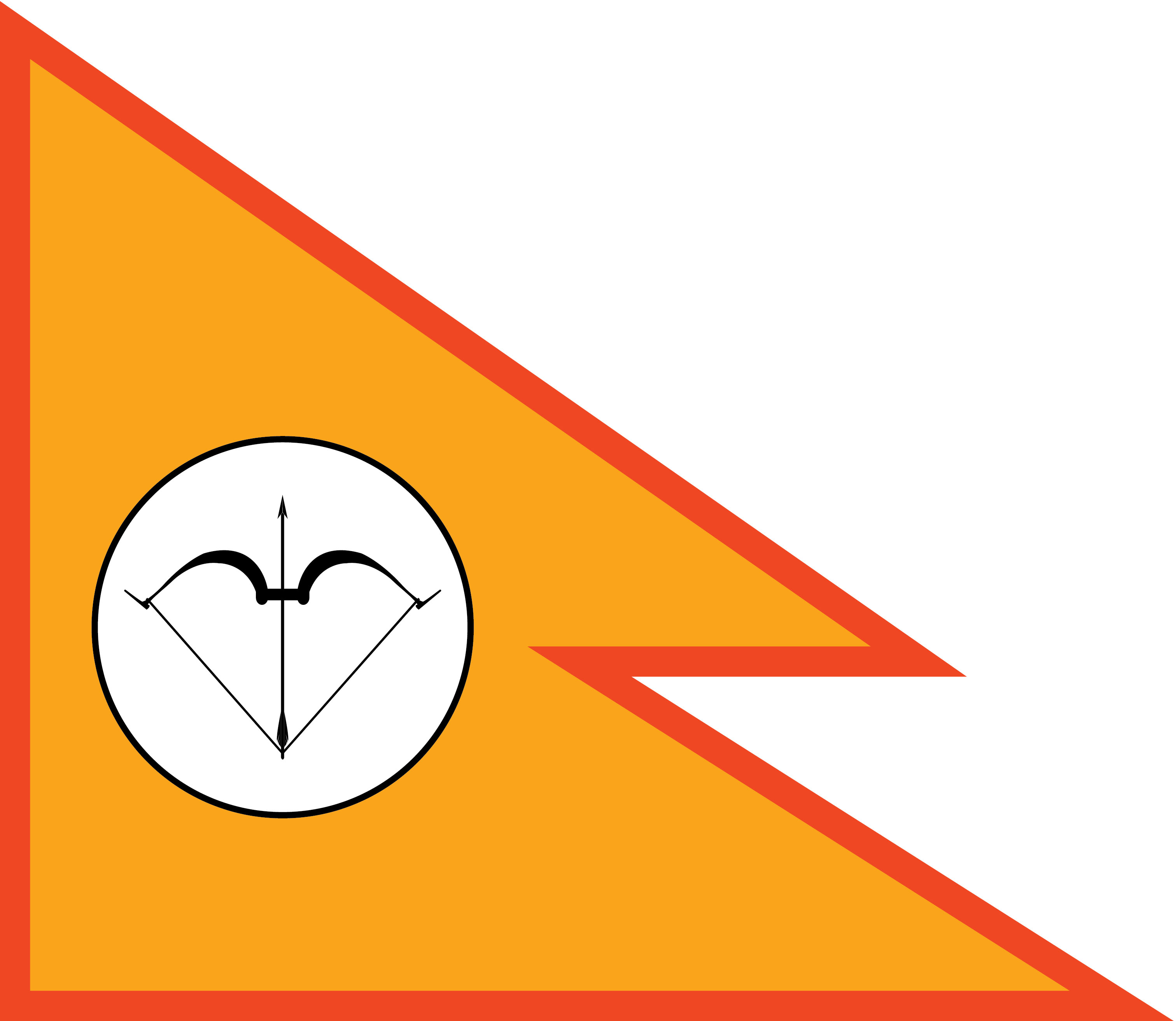
Drapeau kirati

Les Kirantis (ou Kirats) sont une confédération de peuples du Népal qui regroupe les peuples Rai, Limbu et Sunuwar. Ces peuples parlent des langues tibéto-birmanes de la branche des langues kiranti.
Les Kirantis suivent leur propre religion, distincte du bouddhisme et de l'hindouisme. Ils croient en deux divinités suprêmes : Sumnima et Paruhang, ainsi qu'en une multitude de dieux de second rang parmi lesquels : Sakela, Sakle, Toshi, Sakewa, Saleladi Bhunmidev, Chyabrung, Yokwa, Folsadar et Chendi. Ils ont deux fêtes importantes dans l'année : le Sakenwa Uvauli (pendant la saison des semences) et le Sankenwa Udhauli. Ils se disent descendre tous d'une même personne nommée Chandi.